# Lu Yen-hsun
Yen-Hsun Lu (n. 14 de agosto de 1983 en Taoyuan, Taiwán) es un exjugador profesional de tenis taiwanés. En 2004 se convirtió en el primer taiwanés de la historia en ocupar un lugar entre los 100 mejores del mundo. Ese año logró vencer a Guillermo Coria, número 3 del mundo, en el Torneo de Queen's Club, dos días después de que este perdiera la final del Abierto de Francia.
Es el tenista que ganó más torneos de la ATP Challenger Tour en la historia de dicho deporte, con 29 conquistas.

## Carrera
Comenzó a jugar tenis a los ocho años de edad. Apodado a sí mismo "Rendy" desde que su profesor de Inglés tuvo un momento difícil con su primer nombre y por eso eligió ese nombre. Su superficie favorita es la pista dura.

### 2001
Hizo su debut en Copa Davis contra Pakistán. Ganó sus primeros individuales (m. Qureshi) y  ( m. Khan) para liderar a Taipéi a la victoria. También jugaron los dobles en la eliminatoria, pero perdió ( junto a Cheng ). También ganó un individuales ( m. Veerasingam ) y dobles en la victoria de la Copa Davis sobre Malasia. Ganó los futuros de Hong Kong F1 (derrotó a Handoyo en la final). Finalista en Vietnam F1 ( p. Qureshi ). Cosechó un récord de 17-10 en los torneos futuros. Ganó el título de dobles en Tailandia F2 (junto a Frank Moser). 

### 2002
En la tercera cita del año, ganó el título en Israel F1 ( d. Welgreen ). En abril, ganó dos eventos futuros en China consecutivos superando a Cassaigne en la final del China F1 y F2. Ganó el Japón F7 en septiembre también. Cosechó un récord de 32-9 en Futuros y 8-12 en Challengers. 

### 2003
Cosechó un favorable de 3-1 en Copa Davis. Primero contra Kazajistán (derrotando a Doskarayev).  Ganó un partido contra China antes de retirarse de partido de individuales (perdió con Zhu ). En septiembre, ganó otro partido de individuales en la eliminatoria contra Hong Kong. Llegó a SF de Challengers en Wrexham y Champaign. Cosechó un récord de 22-20 en Challengers y de 19-1 en Futures, ganando China F1, Japón F6 y EE. UU. F30.

### 2004
Se convirtió en el primer jugador de China Taipéi en entrar en el Top 100. Consiguió una marca de 37-11 en challengers. En junio, debutó en el ATP de Queen Club, llegando a la tercera ronda con triunfos sobre Arthurs y el N º 4 Coria antes de caer ante Stepanek. Dos semanas más tarde, hizo su debut en un Gran Slam en Wimbledon y llegó a la segunda ronda al derrotar a Vacek antes de perder ante Bjorkman. Debutó en un Masters 1000 en Cincinnati y perdió en primera ronda ante Kuerten. Jugó en los Juegos Olímpicos de Atenas y cayó ante Nieminen. Ganó tres títulos challengers en Joplin (la final ante Weinter), Tasmania (ante Lindstedt) y Caloundra (ante Terachi).

### 2005
Elaboró una marca de 16-9 en Challenger con un título en Fergana sin perder un set (ganándole a Danai Udomchoke en la final) y alcanzando semifinales en Ho Chi Minh City y Vancouver. Clasificó en Wimbledon y derrotó a Clemente en cinco sets (luego perdió ante Tipsarevic). 

### 2006
Cosechó sus mejores resultados en el juego Challenger (registro de 49-23), ganando los challengers de Caloundra (derrota a Luczak) y alcanzando las finales en Waikoloa (pierde ante Dancevic), Kyoto (pierde ante Mahut), Rimouski (pierde ante Pless) y Kawana (pierde ante Jeanpierre).

### 2007
El mejor jugador de China Taipéi compila sus mejores resultados en juego el nivel Challenger con un récord de 26-10 partido. Abrió la temporada al llegar a segunda ronda en el Abierto de Australia y siguió con semifinales (pierde ante Youzhny) en el Waikoloa Challenger. En febrero, avanzó a cuartos de final del torneo ATP en Memphis (perdió ante Roddick). Cerró la temporada con el título en el Challenger de Kaohsiung (derrotando a Sela) y cuartos de final en Yokohama en dobles.

### 2008
El jugador asiático N º 2 (detrás del japonés Nishikori) del Taipéi Chino compila sus mejores resultados en juego el nivel Challenger con una marca de 38-9 y tres títulos en seis finales. En enero, el título capturado en Waikoloa Challenger sin perder un set. En febrero, logró el primero de sus dos mejores resultados en ATP, en el Torneo de San José hizo cuartos de final perdiendo ante Stepanek. Al mes siguiente, calificado en los torneos de Indian Wells y Miami, perdiendo en primera ronda en ambas. Alcanzó cuatro finales consecutivas desde mediados de abril hasta mayo en Busan (retirado vs Soeda ), Lanzarote ( p. Bohli ), ganó el título en Nueva Delhi (d. Evans) y subcampeón en el Nueva Delhi- 2 (p. Soeda). Después mejoró la clasificación del n.º 109 al n.º 72. En julio, llegó a cuartos de final en el ATP de Indianápolis (p. Blake) y el próximo mes registró la mayor victoria de su carrera sobre el n.º 6 Andy Murray en el camino a la tercera ronda (p. Melzer) en los Juegos Olímpicos de Beijing. En octubre, ganó el título en el Challenger Tashkent (d. Montcourt) y siguió con semifinales en Seúl y Busan a cuartos en Challengers. Obtuvo un récord personal de $ 217.030.

### 2009
El mejor jugador de China Taipéi terminó Top 100 por segundo año consecutivo, destacando dos títulos Challenger. Abrió la temporada de 16-6 al llegar a la tercera ronda en el Abierto de Australia, derrotando al n.º 11 Nalbandian en cinco sets en segunda ronda (p. Robredo). Llegó a la posición n.º 55 en abril. Capturó el título en Ramat Hasharon (d. Becker). Cierra su campaña al ganar el título Challenger en Chuncheon Corea (d. Sijsling) saltando desde el n.º 126 al n.º 98.

### 2010
Acabando como el mejor jugador asiático siendo el primero en acabar en el Top 50, llegando al puesto n.º 33 el 1 de noviembre. Completó un récord de 15-20 partido de gira y 18-4 en Challengers. El mejor resultado fueron los cuartos de final en Wimbledon (d. n.º 7 Roddick 9-7 en el quinto set, p. Djokovic) en julio. El primer jugador asiático en llegar a cuartos en Wimbledon desde Shuzo Matsuoka en el '95. También cuartos de final en Johannesburgo en febrero (p. Monfils). Antes de Wimbledon, ganó el Atenas Challenger (d. Schuettler) en abril y finalista en Busan Challenger en mayo (p. Lim). Después de Wimbledon , su mejor resultado en el ATP World Tour fue la tercera ronda en Toronto (p. Kohlschreiber) y ganó el segundo título Challenger en Seúl el 24 de octubre (v. Anderson). Logró un récord personal de $ 547.620.

### 2011
El nativo de China Taipéi finalizó en el Top 100 por cuarta temporada consecutiva, destacado por los cuartos de final en Atlanta (p. Isner) y Los Ángeles (perdió con Harrison). Antes de eso, llegó a la tercera ronda de Wimbledon con victorias en sets corridos sobre N.º 31 y N.º 12 Robredo y Troicki (p. Llodra). Comenzó la temporada 0-6 en los primeros 2 meses antes de la elaboración de un 12-15 marca. Logró 2 victorias sobre Top 20, sobre el n.º 17 Verdasco en la primera ronda del Másteres de Madrid, y ante el N.º 12 Troicki en la segunda ronda de Wimbledon. Acumuló un récord de 15-5 en Challengers con títulos en Ningbo en septiembre (d. Zopp) y Seúl (d. Wang) el mes siguiente.

### 2012
El mejor jugador de China Taipéi terminó Top 100 por quinto año consecutivo, destaca por un los cuartos de final en Londres/Queen's Club (p. eventual campeón Cilic) en junio. Consiguió 2 victorias sobre Top 10, al vencer al n.º 8 Tipsarevic en Londres/Queen's club y al n.º 5 Ferrer en Beijing cuando el español se retiró debido a un virus estomacal en el 5-4 en el 1.er set. Tuvo un récord de 3-5 en ATP Masters 1000, llegando a segunda ronda en Miami (retirado vs Mónaco), Cincinnati (p. Berdych) y Shanghái (d. Zhang, y pierde ante Federer). En los torneos Grand Slam  llegó a tercera ronda en el Australian Open (p. N º 11 del Potro) mientras que perdió en la primera ronda de los otros 3 torneos. Tuvo un récord de 25-7 en Challengers con títulos en Singapur en marzo de Shanghái en septiembre y en Seúl en octubre.

### 2013
El mejor jugador de China Taipéi ganó un récord personal de 17 partidos y terminó en el Top 100 por sexto año consecutivo, destacado por los cuartos de final en Winston- Salem (p. Dolgopolov) y Bangkok (p. n.º 6 Berdych). En los juegos de Grand Slam logró un récord de 4-3, alcanzado segunda ronda en los 4 torneos: Abierto de Australia (p. Monfils en 5 sets), Roland Garros (se retiró ante Kohlschreiber debido a una lesión en el tobillo), Wimbledon (perdió ante el eventual campeón Murray), y EE. UU. Open (p. Haas). Completó un récord de 16-6 en Challengers partido y títulos capturados en Pekín (d. Soeda) en julio y en septiembre de Kaohsiung (d. Bhambri), su 20.º título en el Challenger (la mayoría entre los jugadores activos ).

### 2014
En enero de ese año llega a su primera y única final de un torneo ATP en individuales (Auckland), venciendo en semifinales al número 3 del mundo, David Ferrer por 6–4, 7–6(7–4) y cayendo en la final contra John Isner en un parejo 6–7(4–7), 6–7(7–9).
En junio gana de nuevo el challenger de Kaohsiung.
En agosto se destaca su paso por el Masters 1000 de Cincinnati, donde derrota en segunda ronda al en ese momento número 5 del ranking ATP, Tomáš Berdych por 3-6, 6-3 y 6-4. Luego caería en la siguiente ronda ante Fabio Fognini en 3 sets (6-3, 3-6, 3-6).
Se retiró el 25 de julio de 2021 después de disputar su quinta participación en Juegos Olímpicos, en la edición de Tokio 2020, cayendo ante Alexander Zverev.

## Títulos ATP (3; 0+3)

### Individuales (0)
| Leyenda                    |
| Grand Slam (0)             |
| ATP Wourld Tour Finals (0) |
| ATP Masters 1000 (0)       |
| ATP World Tour 500 (0)     |
| ATP World Tour 250 (0)     |

#### Finalista en individuales (1)
| N.º | Fecha               | Torneo   | Superficie | Oponente en la final | Resultado      |
| --- | ------------------- | -------- | ---------- | -------------------- | -------------- |
| 1.  | 11 de enero de 2014 | Auckland | Dura       | John Isner           | 6-7(4), 6-7(7) |

### Dobles (3)
| Leyenda                   |
| Grand Slam (0)            |
| ATP World Tour Finals (0) |
| ATP Masters 1000 (0)      |
| ATP World Tour 500 (0)    |
| ATP World Tour 250 (3)    |

| N.º | Fecha                    | Torneo  | Superficie | Pareja           | Oponentes en la final          | Resultado        |
| --- | ------------------------ | ------- | ---------- | ---------------- | ------------------------------ | ---------------- |
| 1.  | 9 de enero de 2005       | Chenai  | Dura       | Rainer Schüttler | Mahesh Bhupathi Jonas Björkman | 7-5, 4-6, 7-6(4) |
| 2.  | 30 de septiembre de 2012 | Bangkok | Dura (i)   | Danai Udomchoke  | Eric Butorac Paul Hanley       | 6-3, 6-4         |
| 3.  | 11 de enero de 2015      | Chenai  | Dura       | Jonathan Marray  | Raven Klaasen Leander Paes     | 6-3, 7-6(4)      |

#### Finalista en dobles (3)
| N.º | Fecha                    | Torneo  | Superficie    | Pareja           | Oponentes en la final              | Resultado           |
| --- | ------------------------ | ------- | ------------- | ---------------- | ---------------------------------- | ------------------- |
| 1.  | 16 de septiembre de 2007 | Pekín   | Dura          | Chris Haggard    | Rik de Voest Ashley Fisher         | 7-6(3), 0-6, [6-10] |
| 2.  | 10 de enero de 2010      | Chenai  | Dura          | Janko Tipsarević | Marcel Granollers Santiago Ventura | 5-7, 2-6            |
| 3.  | 24 de mayo de 2015       | Ginebra | Tierra batida | Raven Klaasen    | Juan Sebastián Cabal Robert Farah  | 5-7, 6-4, [7-10]    |

## Challengers y Futures (42+14)
| Leyenda             |
| ------------------- |
| Challengers (29+13) |
| Futures (8+6)       |

### Individuales (37)
| N.º | Fecha      | Torneo         | Superficie  | Oponente           | Resultado        |
| --- | ---------- | -------------- | ----------- | ------------------ | ---------------- |
| 1.  | 15.02.2004 | Joplin         | Dura (i)    | Glenn Weiner       | 6-4, 6-2         |
| 2.  | 28.03.2004 | Tasmania       | Dura        | Robert Lindstedt   | 6-3, 6-0         |
| 3.  | 07.11.2004 | Caloundra      | Dura        | Takahiro Terachi   | 6-0, 7-5         |
| 4.  | 22.05.2005 | Fergana        | Dura        | Danai Udomchoke    | 6-1, 7-6(3)      |
| 5.  | 19.11.2006 | Caloundra      | Dura        | Peter Luczak       | 6-3, 6-1         |
| 6.  | 18.11.2007 | Kaohsiung      | Dura        | Dudi Sela          | 6-3, 6-3         |
| 7.  | 27.01.2008 | Waikoloa       | Dura        | Vincent Spadea     | 6-2, 6-0         |
| 8.  | 18.05.2008 | Nueva Delhi    | Dura        | Brendan Evans      | 5-7, 7-6(5), 6-3 |
| 9.  | 19.10.2008 | Taskent        | Dura        | Mathieu Montcourt  | 6-3, 6-2         |
| 10. | 10.05.2009 | Ramat Hasharon | Dura        | Benjamin Becker    | 6-3, 3-1, ret.   |
| 11. | 08.11.2009 | Chuncheon      | Dura        | Igor Sijsling      | 6-2, 6-3         |
| 12. | 25.04.2010 | Atenas         | Dura        | Rainer Schüttler   | 3-6, 7-6(3), 6-4 |
| 13. | 24.10.2010 | Seúl           | Dura        | Kevin Anderson     | 6-3, 6-4         |
| 14. | 18.09.2011 | Ningbo         | Dura        | Jurgen Zopp        | 6-2, 3-6, 6-1    |
| 15. | 23.10.2011 | Seúl           | Dura        | Jimmy Wang         | 7-5, 6-3         |
| 16. | 04.03.2012 | Sigapur        | Dura        | Go Soeda           | 6-3, 6-4         |
| 17. | 09.09.2012 | Shanghái       | Dura        | Peter Gojowczyk    | 7-5, 6-0         |
| 18. | 28.10.2012 | Seúl           | Dura        | Yuichi Sugita      | 6-3, 7-6(4)      |
| 19. | 14.07.2013 | Pekín          | Dura        | Go Soeda           | 6-2, 6-4         |
| 20. | 22.09.2013 | Kaohsiung      | Dura        | Yuki Bhambri       | 6-4, 6-3         |
| 21. | 20.07.2014 | Kaohsiung      | Dura        | Luca Vanni         | 6-7(7), 6-4, 6-4 |
| 22. | 25.10.2015 | Ningbo         | Dura        | Jurgen Zopp        | 7-6(3), 6-1      |
| 23. | 12.06.2016 | Surbiton       | Hierba      | Marius Copil       | 7-5, 7-6(11)     |
| 24. | 19.06.2016 | Ilkley         | Hierba      | Vincent Millot     | 7-6(4), 6-2      |
| 25. | 23.10.2016 | Ningbo         | Dura        | Hiroki Moriya      | 6-3, 6-1         |
| 26. | 30.10.2016 | Suzhou         | Dura        | Stefan Kozlov      | 6-0, 6-1         |
| 27. | 23.04.2017 | Taipéi         | Moqueta (i) | Tatsuma Ito        | 6-1, 7-6(4)      |
| 28. | 06.08.2017 | Chengdu        | Dura        | Yevgueni Donskói   | 6-3, 6-4         |
| 29. | 12.08.2017 | Jinan          | Dura        | Ricardas Berankis  | 6-3, 6-1         |
| 30. | 07.10.2001 | Hong Kong F1   | Dura        | Peter Handoyo      | 6-3, 6-4         |
| 31. | 17.02.2002 | Israel F1      | Dura        | Nir Welgreen       | 6-4, 6-4         |
| 32. | 21.04.2002 | China F1       | Dura        | Benjamin Cassaigne | 6-4, 3-6, 7-6(5) |
| 33. | 28.04.2002 | China F2       | Dura        | Benjamin Cassaigne | 2-6, 7-6(6),6-3  |
| 34. | 15.09.2002 | Japón F7       | Dura        | Takahiro Terachi   | 6-2, 6-2         |
| 35. | 20.04.2003 | China F1       | Dura        | Ben-Qiang Zhu      | 7-6(5), 6-2      |
| 36. | 07.09.2003 | Japón F6       | Dura        | Tasuku Iwami       | 6-1, 3-6, 6-1    |
| 37. | 02.11.2003 | USA F30        | Dura        | Lesley Joseph      | 6-2, 6-2         |

#### Finalista en individuales (18)
| N.º | Fecha      | Torneo        | Superficie  | Oponente             | Resultado         |
| --- | ---------- | ------------- | ----------- | -------------------- | ----------------- |
| 1.  | 29.02.2004 | Ho Chi Minh   | Dura        | Arvind Parmar        | 3-6, 7-6(3), 3-6  |
| 2.  | 07.03.2004 | Kioto         | Moqueta (i) | Michal Tabara        | 6-7(5), 3-4, ret. |
| 3.  | 04.04.2004 | Busan         | Dura        | Alexander Peya       | 3-6, 7-5, 3-6     |
| 4.  | 25.04.2004 | México DF     | Dura        | Jeff Morrison        | 6-4, 6-7(3), 2-6  |
| 5.  | 29.01.2006 | Waikoloa      | Dura        | Frank Dancevic       | 7-6(15), 2-6, 2-6 |
| 6.  | 12.03.2006 | Kioto         | Moqueta (i) | Nicolas Mahut        | 4-6, 1-6          |
| 7.  | 05.11.2006 | Rimouski      | Dura (i)    | Kristian Pless       | 4-6, 6-7(5)       |
| 8.  | 26.11.2006 | Kawana        | Dura (i)    | Julien Jeanpierre    | 3-6, 6-1, 4-6     |
| 9.  | 29.07.2007 | Granby        | Dura        | Takao Suzuki         | 4-6, 4-6          |
| 10. | 14.10.2007 | Sacramento    | Dura        | Wayne Odesnik        | 2-6, 3-6          |
| 11. | 20.04.2008 | Busan         | Dura        | Go Soeda             | 2-6, ret.         |
| 12. | 04.05.2008 | Lanzarote     | Dura        | Stephane Bohli       | 3-6, 4-6          |
| 13. | 25.05.2008 | Nueva Delhi 2 | Dura        | Go Soeda             | 3-6, 6-3, 4-6     |
| 14. | 16.05.2010 | Busan         | Dura        | Yong-Kyu Lim         | 1-6, 4-6          |
| 15. | 15.05.2016 | Seúl          | Dura        | Sergiy Stakhovsky    | 6-4, 3-6, 6-7(7)  |
| 16. | 05.06.2016 | Mánchester    | Hierba      | Dustin Brown         | 6-7(5), 1-6       |
| 17. | 25.11.2001 | Vietnam F1    | Dura        | Aisam-Ul-Haq Qureshi | 4-6, 3-4, ret.    |
| 18. | 14.09.2003 | Japón F7      | Dura        | Takahiro Terachi     | 2-6, ret.         |

### Dobles (19)
| N.º | Fecha      | Torneo       | Superficie  | Compañero        | Oponentes                             | Resultado           |
| --- | ---------- | ------------ | ----------- | ---------------- | ------------------------------------- | ------------------- |
| 1.  | 01.12.2002 | Yokohama     | Moqueta (i) | Danai Udomchoke  | Ivo Karlović Marc Nielsen             | 7-6(5), 6-3         |
| 2.  | 13.07.2003 | Granby       | Dura        | Danai Udomchoke  | Josh Goffi Ryan Sachire               | 6-7(4), 6-4, 7-5    |
| 3.  | 16.11.2003 | Austin       | Dura        | Jason Marshall   | Josh Goffi Tripp Phillips             | 6-2, 2-6, 6-3       |
| 4.  | 15.02.2004 | Joplin       | Dura (i)    | Bruno Soares     | Brian Baker Rajeev Ram                | 3-6, 6-1, 6-1       |
| 5.  | 04.04.2004 | Tasmania     | Dura        | Rik de Voest     | Leonardo Azzaro Oliver Marach         | 6-3, 1-6, 7-5       |
| 6.  | 07.11.2004 | Caloundra    | Dura        | Luke Bourgeois   | Mark Hlawaty Shannon Nettle           | 7-6(2), 7-5         |
| 7.  | 21.11.2004 | Helsinki     | Dura (i)    | Robert Lindstedt | Gianluca Bazzica Massimo Dell'Acqua   | 6-2, 6-2            |
| 8.  | 31.07.2005 | Granby       | Dura        | Johan Landsberg  | Philip Bester Frank Dancevic          | 4-6, 7-6(5), 7-5    |
| 9.  | 12.02.2006 | Burnie       | Dura        | Luke Bourgeois   | Raphael Durek Alun Jones              | 6-3, 6-2            |
| 10. | 28.10.2007 | Seúl         | Dura        | Rik de Voest     | Sanchai Ratiwatana Sonchat Ratiwatana | 6-3, 7-5            |
| 11. | 01.11.2009 | Seúl         | Dura        | Rik de Voest     | Sanchai Ratiwatana Sonchat Ratiwatana | 7-6(5), 3-6, [10-6] |
| 12. | 25.04.2010 | Atenas       | Dura        | Rik de Voest     | Robin Haase Igor Sijsling             | 6-3, 6-4            |
| 13. | 08.11.2015 | Hua Hin      | Dura        | Hsin-Han Lee     | Andre Begemann Purav Raja             | w/o                 |
| 14. | 18.11.2001 | Tailandia F2 | Dura        | Frank Moser      | Rik de Voest Johan du Randt           | 6-2, 6-4            |
| 15. | 03.02.2002 | EAU F1       | Dura        | Rohan Bopanna    | Tomas Janci Roman Kukal               | 7-5, 7-5            |
| 16. | 17.02.2002 | Israel F1    | Dura        | Lior Dahan       | Josef Nesticky Nir Welgreen           | 7-5, 6-4            |
| 17. | 26.05.2002 | Japón F4     | Dura        | John Hui         | Niko Karagiannis Wesley Moodie        | 6-3, 5-7, 6-4       |
| 18. | 02.06.2002 | Japón F5     | Dura        | Hiroki Kondo     | Michihisa Onoda Masahide Sakamoto     | 6-2, 6-1            |
| 19. | 02.11.2003 | USA F30      | Dura        | Bruno Soares     | Amer Delic Bobby Reynolds             | 6-4, 6-4            |

#### Finalista en dobles (12)
| N.º | Fecha      | Torneo           | Superficie  | Compañero        | Oponentes                             | Resultado           |
| --- | ---------- | ---------------- | ----------- | ---------------- | ------------------------------------- | ------------------- |
| 1.  | 28.07.2002 | Campos do Jordao | Dura        | Danai Udomchoke  | Alejandro Hernández Daniel Melo       | w/o                 |
| 2.  | 07.03.2004 | Kioto            | Moqueta (i) | Jason Marshall   | Rik de Voest Fred Hemmes              | 3-6, 7-6(8), 4-6    |
| 3.  | 25.04.2004 | México DF        | Dura        | Danai Udomchake  | Nathan Healey Tuomas Ketola           | 5-7, 6-7(6)         |
| 4.  | 22.05.2005 | Fergana          | Dura        | Danai Udomchoke  | Murad Inoyatov Denis Istomin          | 1-6, 3-6            |
| 5.  | 23.04.2006 | Chikmagalur      | Dura        | Danai Udomchoke  | Sanchai Ratiwatana Sonchat Ratiwatana | 3-6, 2-6            |
| 6.  | 30.07.2006 | Granby           | Dura        | Frank Moser      | Alessandro Gravina Gary Lugassy       | 2-6, 6-7(2)         |
| 7.  | 11.11.2001 | Tailandia F1     | Dura        | Frank Moser      | Peter Handoyo Raven Klaasen           | 3-6, 2-6            |
| 8.  | 25.11.2001 | Vietnam F1       | Dura        | Frank Moser      | Lior Dahan Rik de Voest               | w/o                 |
| 9.  | 28.04.2002 | China F2         | Dura        | John Hui         | Jing Zhu Yang Ben-Qiang Zhu           | 6-7(4), 7-6(5), 4-6 |
| 10. | 08.09.2002 | Japón F6         | Dura        | Toshihide Matsui | Peter Handoyo Suwandi Suwandi         | 3-6, 2-6            |
| 11. | 03.11.2002 | Hong Kong F2     | Dura        | John Hui         | Fred Hemmes Jun Kato                  | 3-6, 6-7(2)         |
| 12. | 14.09.2003 | Japón F7         | Dura        | Mark Nielsen     | Kentaro Masuda Takahiro Terachi       | 6-4, 3-3, ret.      |